# Melanospora fusispora
Melanospora fusispora är en svampart som först beskrevs av Petch, och fick sitt nu gällande namn av Doguet 1955. Melanospora fusispora ingår i släktet Melanospora och familjen Ceratostomataceae.   Inga underarter finns listade i Catalogue of Life.